# Área de protección de flora y fauna Chan-Kin

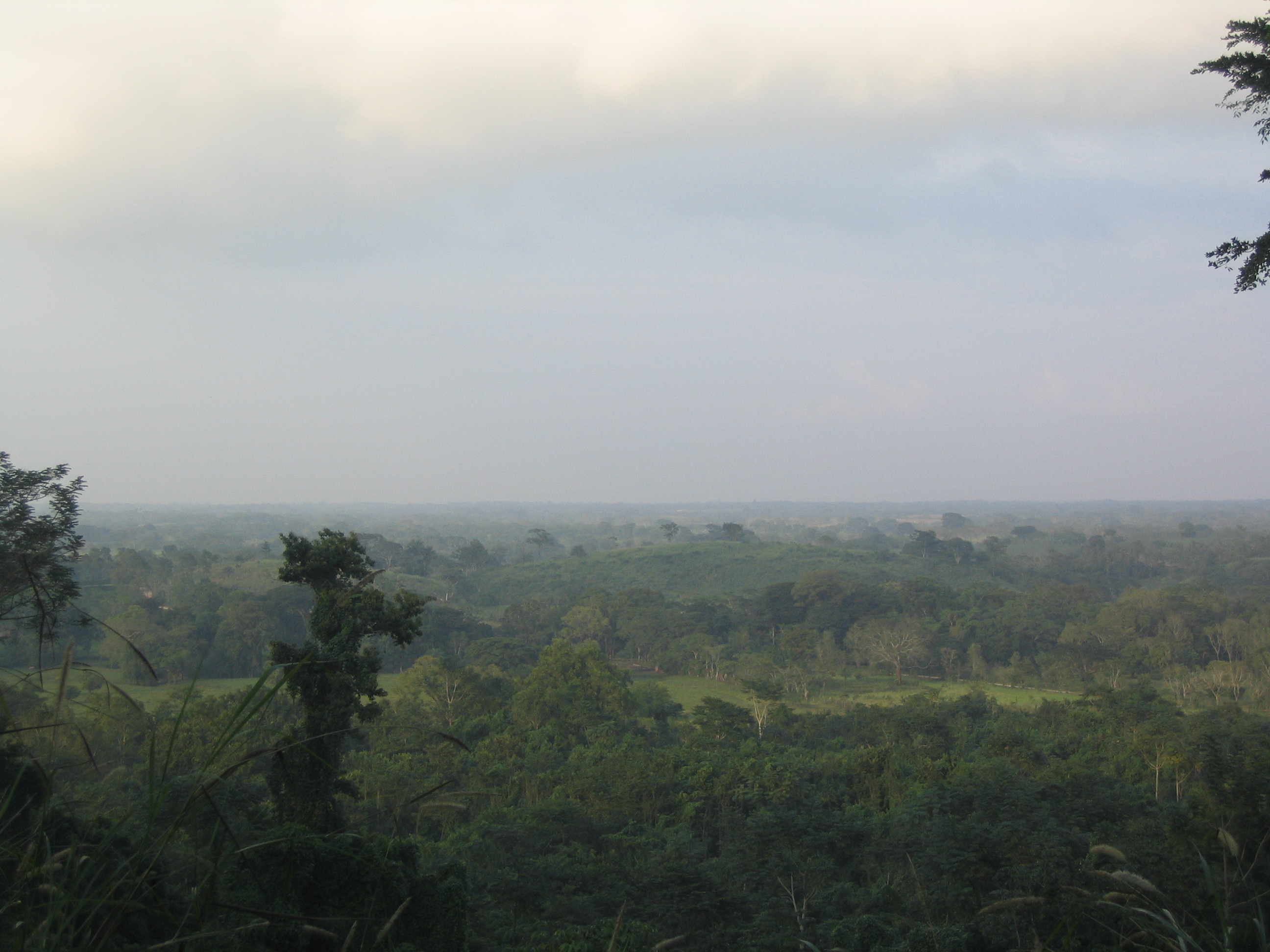
Selva Lacandona, en el estado de Chiapas, México.

El área de protección de flora y fauna Chan-Kin es un área de protección de flora y fauna ubicado en el municipio de Ocosingo, en el sector oriental del estado de Chiapas (México). Fue declarado espacio protegido el 21 de agosto de 1992 en respuesta a la solicitud de la comunidad científica mexicana, que planteaba la necesidad de ampliar la Reserva de la Biosfera Montes Azules, 
con la que comparte características similares, 
y constituye una ampliación de la misma junto a la Reserva de la Biosfera Lacan-Tun.

## Descripción de la zona

III Distrito Electoral Federal de Chiapas, donde se encuentra ubicada el Área de Protección de Flora y Fauna Chan-Kin.

Se halla ubicada dentro de la selva Lacandona, próxima a la frontera con Guatemala, y cuenta con una superficie 12,185 ha. No existe un acceso directo a la reserva, pudiéndose llegar tan solo a través de caminos sin pavimentar y veredas. Las poblaciones más cercanas a la zona son Frontera Corozal y Benemérito de las Américas. Comparte con la Reserva de la Biosfera Montes Azules una serie de instalaciones en la zona; como la Estación de Biología Tropical Chajul, un albergue del Instituto Nacional de Antropología e Historia en Bonampak y una serie de casetas de vigilancia distribuidas por toda el área.
Su altitud es inferior a los 200 m, lo que le confiere un clima muy cálido y húmedo, con lluvias en invierno. Junto con El Petén, en Guatemala, y las selvas de Belice, Campeche y Quintana Roo constituye una región conocida como El Gran Petén, de enorme importancia ecológica tanto por su diversidad biológica como por la posible influencia que ejerce en la regulación del clima de toda la zona.

## Flora y fauna
De acuerdo al Sistema Nacional de Información sobre Biodiversidad de la Comisión Nacional para el Conocimiento y Uso de la Biodiversidad (CONABIO) en el Área de Protección de Flora y Fauna Chan-Kin habitan más de 210 especies de plantas y animales de las cuales 52 se encuentra dentro de alguna categoría de riesgo de la Norma Oficial Mexicana NOM-059  y 3 son exóticas,

### Flora
Predomina la selva alta perennifolia, que puede alcanzar una altura de hasta 60 m, con árboles como el cansan, la caoba, el cedro acajú, el guanacaxtle, el palo de aro y el ramón. También se encuentran algunas especies endémicas o en peligro de extinción, como la Lacandonia schismatica. 
En las zonas de selva mediana perennifolia cabe destacar la presencia del canacoite. 
Presenta amplia variedad, desde la costa hasta las partes altas de la Sierra Madre del Sur; predominan las selvas húmedas al norte del estado alcanzando su máxima representación en la Selva Lacandona. Le siguen los bosques de coníferas y encinos y los bosques húmedos de montaña, así como los pastizales cultivados. La agricultura ocupa 39% del territorio de la entidad. Cuenta con 106 áreas protegidas de las cuales 18 son de carácter federal, 25 estatal y 63 municipales.

### Fauna
Comparte la mayoría de sus especies con Montes Azules, y junto con Lacan-tun y Bonampak, conecta a Montes Azules con el bosque tropical húmedo de El Petén en Guatemala y la Reserva de la Biosfera de Calakmul en Campeche. Su conexión con estas grandes extensiones de bosque tropical constituye un área considerable para más de 160 especies de aves que requieren de este tipo de entorno, como el águila elegante, el águila harpía, el águila tirana, el águila vientriblanca, el cóndor real, el halcón pechicanelo, el guacamayo rojo y el tucán real. Entre la fauna de la región se encuentran también mamíferos como el ocelote, el jaguar y el tapir

## Amenazas que afectan a la reserva
Durante la segunda mitad del siglo XX la inmigración, proveniente principalmente de Los Altos del norte, en la misma región de Chiapas, y también de otros estados de México, aceleró la incorporación a la producción agropecuaria y forestal de la Selva Lacandona, lo que conllevó una drástica disminución de la superficie arbolada, fenómeno que se vio acentuado por la apertura de una carretera fronteriza, y por la exploración y explotación petrolera.
Existen más de 200 asentamientos humanos irregulares en los que coexisten multitud de etnias distintas, ejidatarios, comuneros, pequeños propietarios y un gran número de organismos gubernamentales y no gubernamentales que influyen en la explotación de los recursos del área. La inexistencia de un plan integral conocido y aceptado por todos ha provocado conflictos por la posesión de la tierra.